# Geddi-Sabu
Le site d'art rupestre de Geddi-Sabu au Soudan est un ensemble unique de plus de 1600 peintures rupestres provenant de différentes périodes historiques s'étendant sur plus de 6000 ans à travers différentes époques de la civilisation nubienne. Le site est situé à 600 km au nord de Khartoum entre les villages de Geddi et Sabu. Les peintures sont bien conservées et comprennent des animaux sauvages et domestiques, des humains et des bateaux.
En raison des plans de construction du Barrage de Kajbar, le site a été inclus dans la Liste de l'observatoire mondial des monuments (2016) contenant des monuments en danger, qui ont besoin d'attention, de promotion et de protection.

## Géographie
Situées en aval sur en rive droite de la troisième cataracte du Nil, les peintures rupestres couvrent les falaises abruptes de grès le long de la courbe du Nil entre les localités de Geddi et Sabu et  le long des bords surplombant l'oued adjacent de Geddi.

## Description
Les peintures représentent des symboles, une large gamme d'animaux sauvages éteints aujourd'hui dans la région comme l'hippopotame, le crocodile, la girafe, le léopard, l'antilope, le scorpion et le lion ainsi que des animaux domestiques, principalement des bœufs et des chameaux. Il y a aussi quelques figures humaines.
Les animaux de gibier apparaissent d'une manière non naturelle et sont généralement piquetés sur la surface ou martelés et les éléphants avec les oreilles dressées. Les bœufs sont équipés d’une bande ventrale avec les cornages déformés.
Sur des dalles subhorizontales bordant la rive droite de l'oued, il y a des groupes de bateaux. Deux types de bateaux du Nil peuvent être distingués: L’un à fond cintré, l’autre à fond plat, poupe et proue dressées et une cabine au centre.

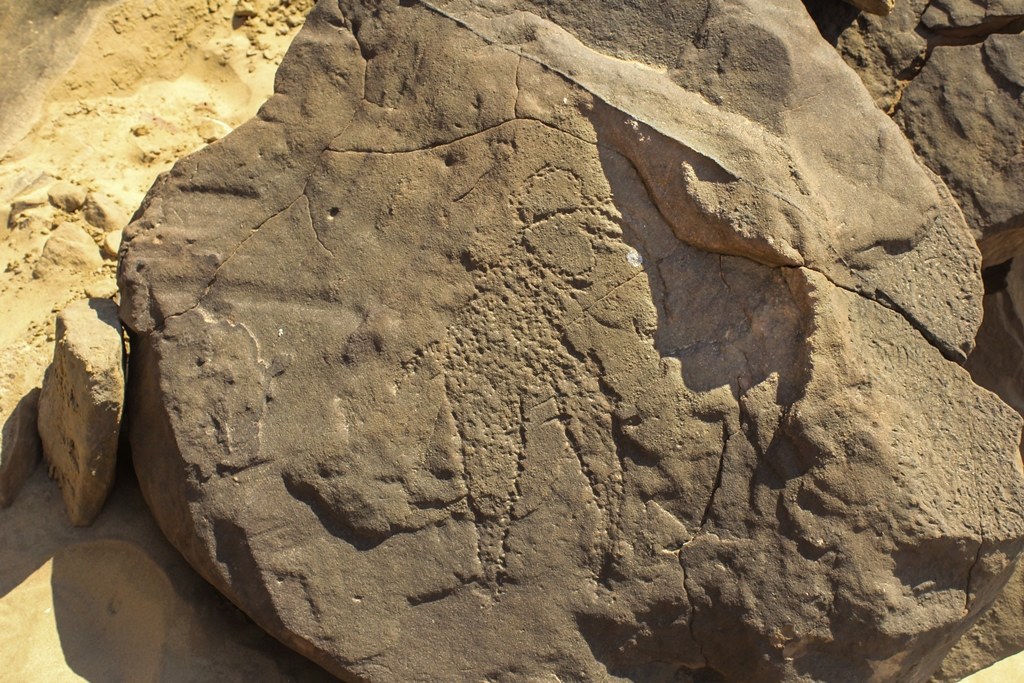
Un éléphant profondément picoté
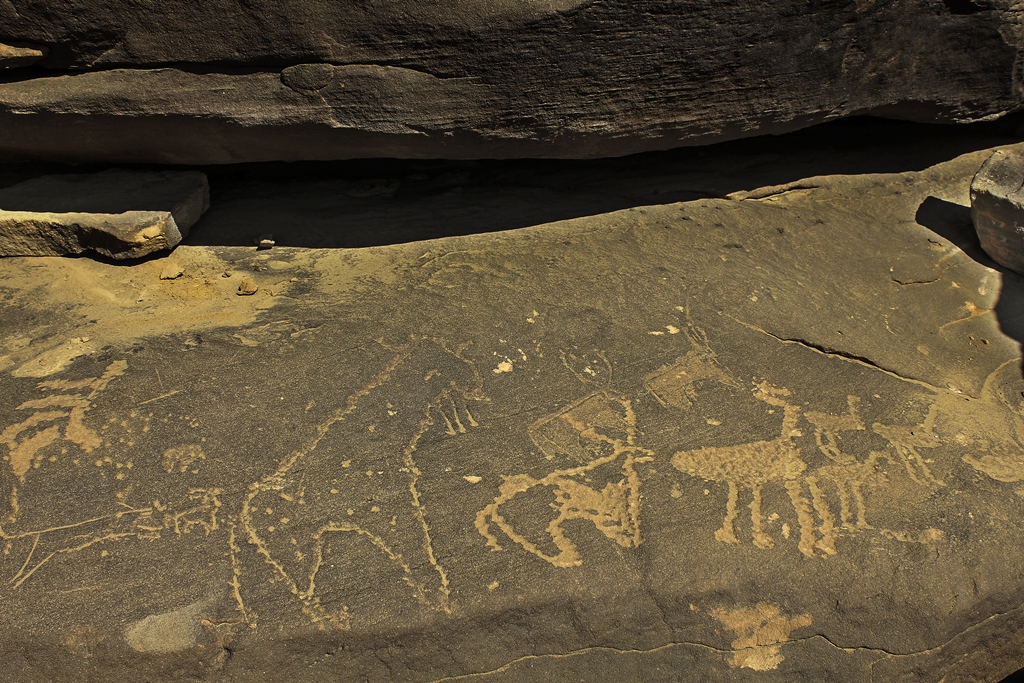
Des Chiens chassant une girafe
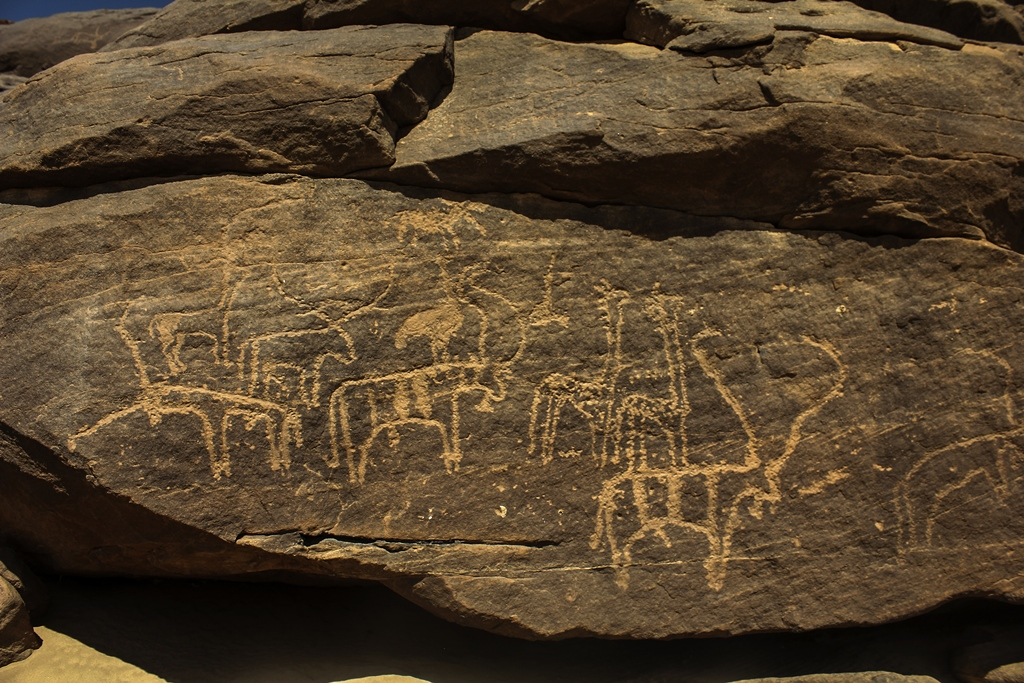
Un troupeau de bœufs
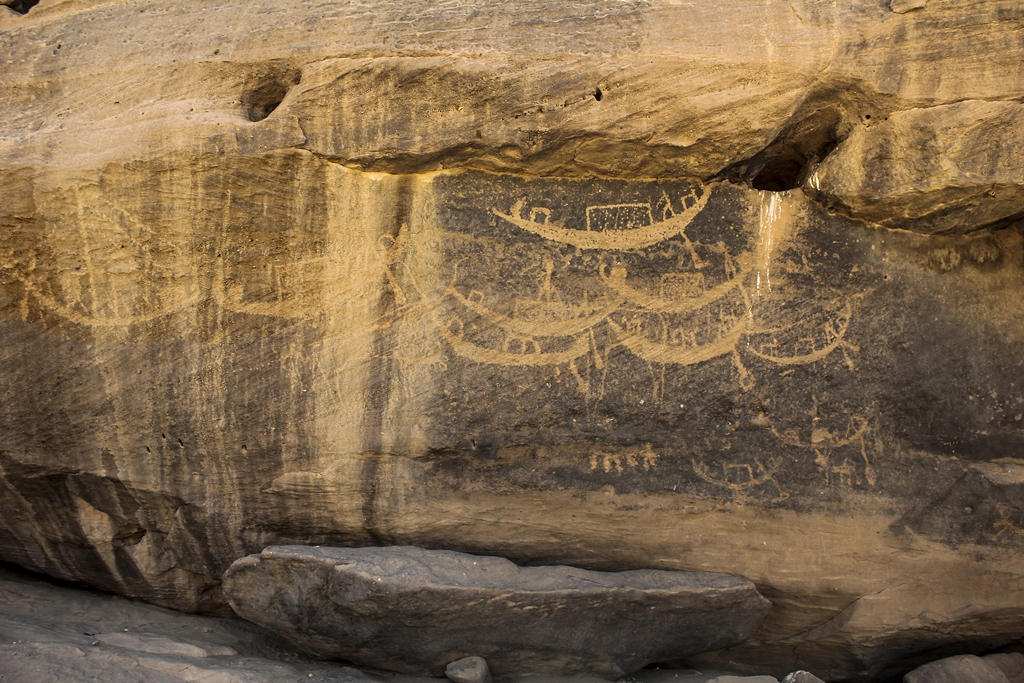
Des bateaux du Nil

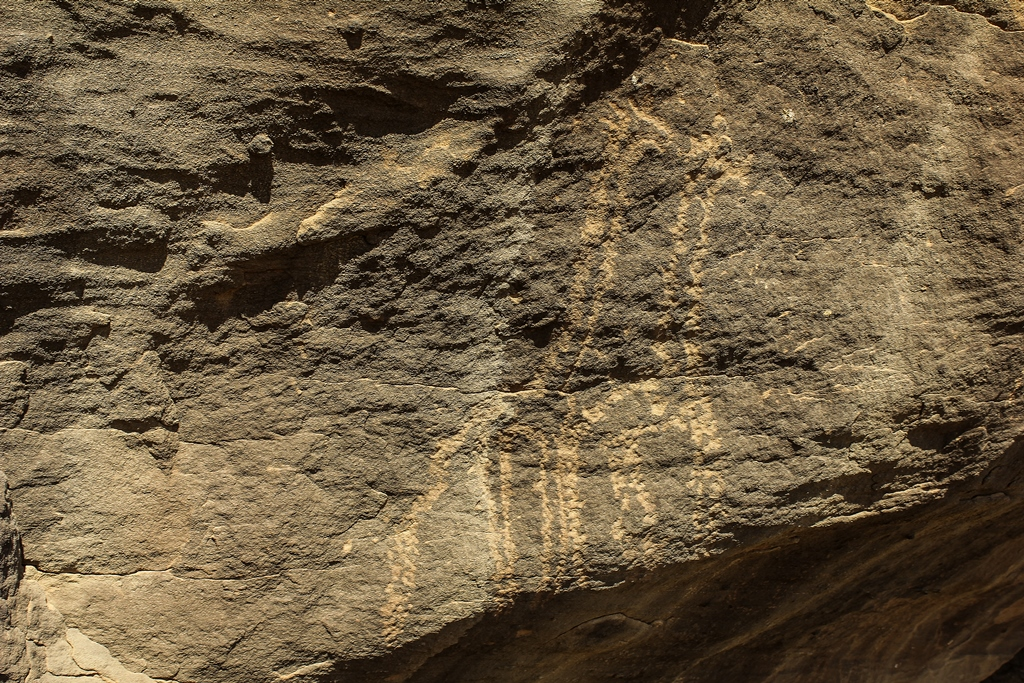
Des girafes
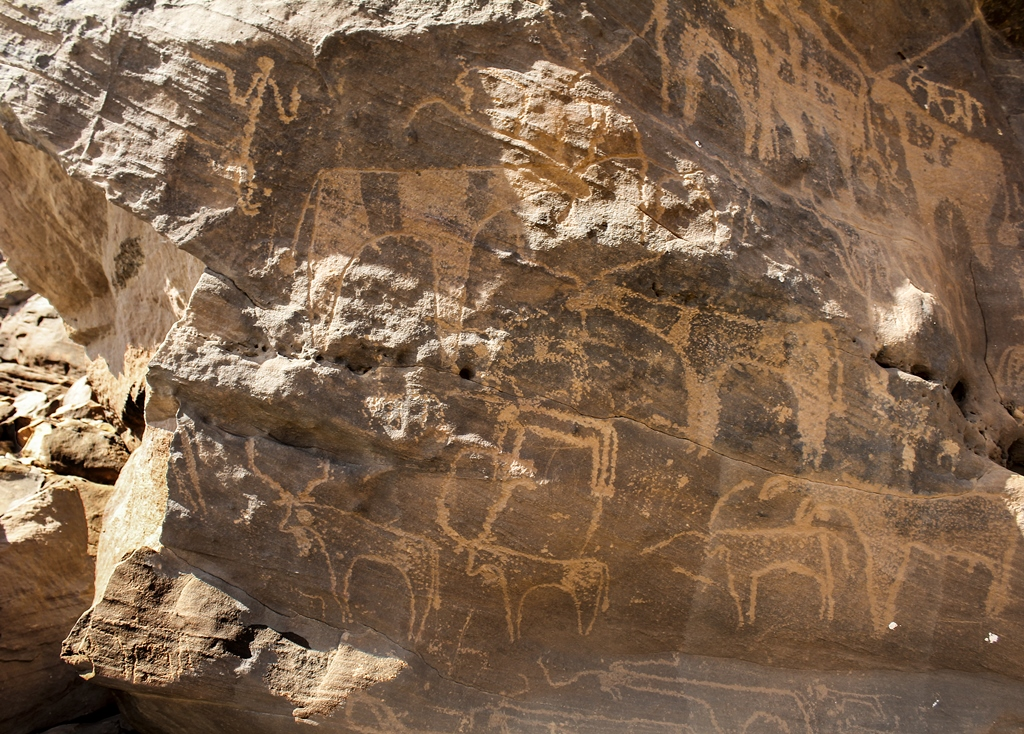
Du cheptel
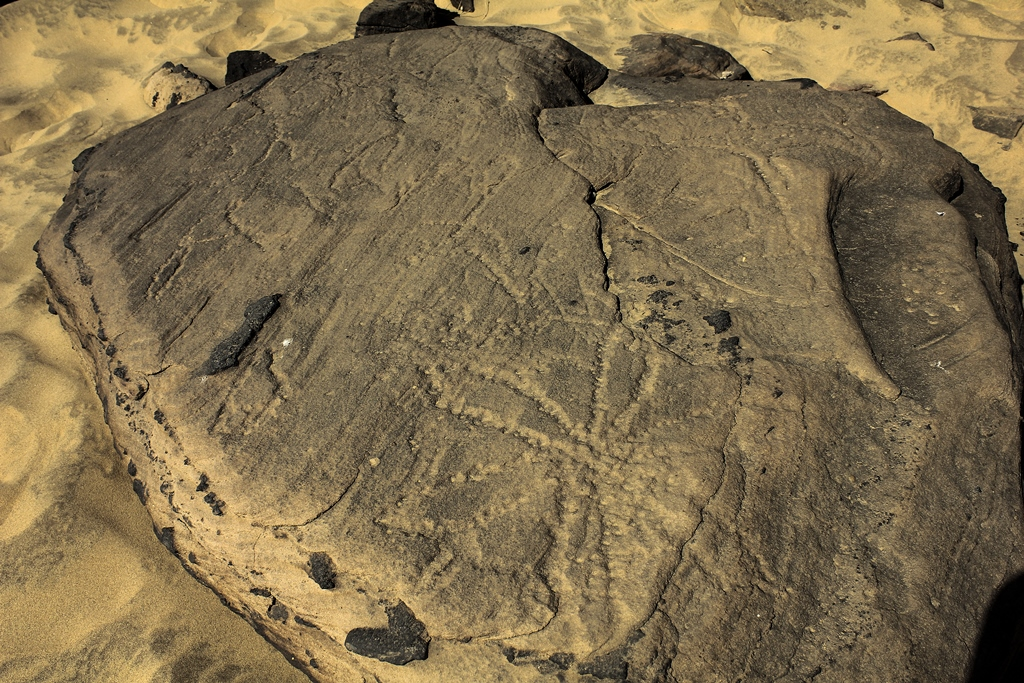
Des symboles profondément picotés